# 邱吉爾 (伊利諾伊州)
邱吉爾（英語：Churchill）是位於美國伊利諾伊州比羅縣的一個非建制地區。該地的面積和人口皆未知。

## 地理
邱吉爾的座標為41°23′15″N 89°10′20″W / 41.38750°N 89.17222°W，而該地的平均海拔高度為195米（即640英尺）。